# Aggiornamento
Aggiornamento («puesta al día», «actualización» en español) es un término italiano utilizado durante el Concilio Vaticano II y que los papas Juan XXIII y Pablo VI «popularizaron como expresión del deseo de que la Iglesia católica saliese actualizada del Concilio Vaticano II». En otras palabras, el aggiornamento es la adaptación o la nueva presentación de los principios católicos al mundo actual y moderno, siendo por eso un objetivo fundamental del Concilio Vaticano II.
El documento conciliar Sacrosanctum Concilium resume el espíritu del aggiornamento de la siguiente manera: «fomentar la vida cristiana entre los fieles, adaptar mejor las necesidades de nuestro tiempo a las instituciones susceptibles de cambio, promover todo lo que pueda ayudar a la unión de todos los creyentes en Cristo, y fortalecer lo que puede contribuir para llamar a todos al seno de la Iglesia».

## Puntos de reforma
El Concilio Vaticano II, al querer actualizar la Iglesia, pero sin cambiar sus dogmas ni su depósito de fe (contenido de la Revelación divina), trabajó por eso en varios temas distintos, como por ejemplo la reforma de la Liturgia, un nuevo ojear sobre la constitución y la pastoral de la Iglesia (que pasó a ser fundada en igual dignidad de todos los fieles), la relación entre la Revelación divina y la Tradición, la defensa de la libertad religiosa, el favorecimiento y empeño al ecumenismo y la defensa del apostolado de los laicos. No fue proclamado ningún dogma, pero sus orientaciones doctrinales y pastorales son de extrema importancia para la acción de la Iglesia en el mundo moderno.